# Martin Luther King (pai)
Martin Luther King (pai), (Stockbridge, 19 de dezembro de 1899 — Atlanta, 11 de novembro de 1984) foi pastor batista, líder pioneiro na defesa dos direitos civis e defensor da justiça social. Conhecido como King Sênior ou King Pai (Daddy King), nos Estados Unidos, para diferenciar-se de seu filho - o defensor dos direitos civis Martin Luther King Jr. - nasceu com o nome de Michael King. Ele foi o pastor sênior da Igreja Batista Ebenézer de Atlanta de 1931 a 1975. Como liderança do movimento dos direitos civis dos afro-americanos, chefiou a seção de Atlanta da National Association for the Advancement of Colored People (Associação Nacional para o Progresso das Pessoas de Cor, numa tradução livre) e a Civic and Political League (Liga Cívica e Política), tendo encorajado seu filho a tornar-se ativo membro do movimento.

## Biografia
Nascido como Michael King, era filho de James (Jim) King (1864–1933) e de Delia Linsey King (1875–1924) Era o primogênito de nove irmãos e sua família vivia da agricultura no sistema de parceria ou meação.
King era membro comungante da Igreja Batista Floyd Chapel e decidiu tornar-se um pregador após ser influenciado por ministros que se preparavam para a defesa da igualdade racial. Mudou-se então de Stockbridge para Atlanta, onde sua irmã Woodie trabalhava com A. D. Williams, então diretor da Igreja Batista Ebenezer. Quando passou a cortejar a filha de Williams, Alberta, a família dela o encorajou a concluir seus estudos e tornar-se pastor. King então terminou o colegial na Bryant Preparatory School, e começou a pregar em várias igrejas para negros de Atlanta.
Em 1925, ele começou a estudar teologia no Morehouse College, enquanto trabalhava durante o dia como ajudante de mecânico e bombeiro ferroviário. Ele obteve um Bacharelado em Teologia em 1931.

### Ministério
Em 1927, ele se tornou pastor assistente na Igreja Batista Ebenézer de Atlanta, então pastor sênior em 1931.  Com o país em meio à Grande Depressão, a igreja lutava contra as dificuldades financeiras e para isso organizou sociedades e campanhas de arrecadação que logo fizeram-na superar a crise. Com isso, antes de 1934, King havia se tornado um respeitado líder na igreja local e mudara seu nome de Michael para 'Martin Luther King. Foi pastor da Igreja Batista Ebenezer por quatro décadas, exercendo grande influência na comunidade negra e também certo grau de respeito junto aos brancos. Foi também locutor na WAEC, uma emissora de rádio religiosa, em Atlanta.
Na sua obra Uma Autobiografia de Desenvolvimento Religioso (An Autobiography of Religious Development), de 1950, seu filho Luther King Jr. escreveu que seu pai foi a principal influência para ingressar no ministério religioso: "Eu imagino que a influência de meu pai teve grande papel no meu caminho para o ministério. Isto não quer dizer que ele tenha falado comigo para ser um ministro, mas a minha admiração por ele foi um grande fator de motivação; ele foi um exemplo tão nobre a seguir que eu sequer cogitei em não segui-lo"
Nesta autobiografia, King Jr. lembra do episódio em que seu pai saíra duma loja para sapatos porque haviam pedido a ele e seu filho mudarem de lugar: "Aquela foi a primeira vez que vi o papai tão furioso. Aquela experiência me revelou, numa idade bastante nova, que meu pai não havia se subordinado ao sistema, e desempenhou um grande papel na formação de minha consciência. Ainda me recordo a caminhar ao seu lado, rua abaixo, quando me dissera - 'Eu não me importo quanto tempo ainda viverei com este sistema, mas eu nunca irei aceitá-lo'."
Outra história lembrada por King Jr. foi de uma vez em que o carro que seu pai estava guiando foi parado por um oficial de polícia, e este o tratara por garoto (boy). King Pai então apontou para seu filho, dizendo-lhe "Este é um garoto. Eu sou um homem; até que você me trate como tal eu não o escutarei".
Em 1948 seu filho, Luther King Jr. tornou-se pastor da Igreja Ebenezer, e seu pai lhe escreveu uma carta de recomendação para o Crozier College. Apesar de diferenças teológicas, pai e filho serviram juntos como pastores da mesma denominação.
King Pai foi uma figura de proa no movimento pelos direitos civis na Geórgia, de onde partiu para vir a ser um dos líderes do NAACP em Atlanta e da Liga Cívica e Política. Dirigiu a luta por salários paritários dos professores em Atlanta. Teve ainda papel crucial na revogação da lei Jim Crow no estado. Participou, desde a década de 1920, do boicote ao sistema de ônibus após o ataque racista aos passageiros negros, que restou sem processo contra os responsáveis. Defendia a necessidade de um ministério religioso negro educado e politicamente engajado.
Em outubro de 1960, quando Martin Luther King Jr. foi preso numa passeata pacífica em Atlanta, Robert Kennedy telefonou ao juiz e intercedeu por sua libertação. Embora King Pai fosse opositor dos Kennedy por estes serem católicos, manifestou sua aprovação por este telefonema e mudou seu apoio a esta família. King Pai era um republicano registrado e vitalício, e havia endossado a candidatura de Richard Nixon. King Jr. não havia tomado qualquer partido.
Após a morte de seu filho ilustre, em 1968, King Pai continuou servindo como pastor na Igreja Batista Ebenezer até 1975. Sua esposa, Alberta, havia sido assassinada em junho do ano anterior.
Em 1969 King Pai foi um dos muitos membros do Morehouse College mantidos reféns por um grupo de estudantes que exigiam reformas no currículo e na direção. Um desses alunos era Samuel L. Jackson, que foi suspenso da escola por dois anos, por este ato. Anos depois, Jackson tornou-se um reconhecido ator, indicado ao Óscar.
Em 1975, Jimmy Carter, o Democrata candidato a presidente para a eleição de 1976, buscou o apoio de King.  Ele respondeu que só aceitaria se o vice-presidente Nelson Rockefeller não fosse candidato, por causa da influência deste último nos direitos civis. Como Rockefeller não era candidato, King aceitou. Ele defendeu notavelmente o histórico geral de Carter nas igrejas afro-americanas e na imprensa, depois que este último fez comentários estranhos. Ele foi convidado a fazer uma oração na Convenção Nacional Democrata em 1976 e 1980. 
Publicou uma autobiografia em 1980.

## Vida pessoal
Depois de oito anos de namoro, no dia de Ação de Graças desse ano, casou-se com Alberta na Igreja Ebenezer. O casal teve três filhos, em quatro anos: Willie Christine (1927–), Martin Luther, Jr. (1929–1968), e Alfred Daniel (1930–1969).
Em 1984 faleceu, de infarto do miocárdio, no Crawford W. Long Hospital, em Atlanta. Foi sepultado em South View Cemetery, Atlanta, Fulton County, Geórgia, nos Estados Unidos.

## Distinções
Em 1975, ele recebeu um doutorado em letras humanas (doutorado honoris causa) da Universidade Dillard. 